# Minimaal-invasieve oogspierchirurgie
Minimaal-invasieve oogspierchirurgie (MIOS) is een vorm van oogspierchirurgie die gebruikt wordt om strabisme (scheelzien) te corrigeren. Bij deze methode wordt gebruikgemaakt van kleinere incisies dan bij de klassieke operatietechniek. De schade aan het weefsel is minimaal. De techniek werd rond 2007 ontwikkeld door de Zwitserse oogarts Daniel Mojon, nadat de Belgische oogarts Marc Gobin het idee in 1994 in een Franstalig handboek beschreef.

## Indicaties
De MIOS-techniek is geschikt voor de meest voorkomende vormen van oogspierchirurgie, zoals recessies, resecties, plicaties, reoperaties en  transposities van de rechte oogspieren of recessies of plicaties van de schuine oogspieren. Deze techniek kan ook worden toegepast voor ingrepen met verstelbare hechtingen, zelfs als de beweeglijkheid van de oogspier beperkt is. Omdat de incisies kleiner zijn en de ingreep minder traumatisch is, verloopt de postoperatieve revalidatie over het algemeen vlotter. De patiënt heeft meteen na de ingreep ook minder last van zwelling en ongemak. De ingreep kan in dagbehandeling worden uitgevoerd bij veel patiënten (voornamelijk volwassenen), zodat een ziekenhuisopname kan worden vermeden. Uit een  studie gepubliceerd in 2017 blijkt dat er na een MIOS minder complicaties optreden als zwelling van het bindvlies en het ooglid. De resultaten op de lange termijn zijn bij beide groepen vergelijkbaar. Een ander voordeel: de MIOS-techniek kan het risico op ischemie van het voorste segment bij sommige patiënten verminderen, met name bij patiënten die lijden de oogziekte van Graves.

## Principe
Bij MIOS  moet de chirurg een operatiemicroscoop gebruiken in plaats van een loepbril. In plaats van één grote opening te maken in het bindvlies, zoals bij  een klassieke oogspieroperatie gebeurt, worden verschillende kleine incisies gemaakt waar de belangrijkste chirurgische ingrepen moeten worden uitgevoerd (meestal de hechtingen). De incisies worden zo ver mogelijk van de  limbus corneae gemaakt om postoperatief ongemak zoveel mogelijk te beperken. Tussen twee van deze incisies, de zogenaamde sleutelgatopeningen, bevindt zich een „tunnel” die de chirurg  gebruikt om het instrument in te brengen voor de behandeling van de oogspieren. Aan het einde van de operatie worden de sleutelgaten afgesloten met oplosbare hechtingen. Deze mini-incisies worden postoperatief bedekt door het ooglid. De MIOS-openingen verminderen aanzienlijk de frequentie en ernst van hoornvliescomplicaties als het droge ogen-syndroom en corneale dellen.  Ook zal de patient sneller weer contactlenzen kunnen dragen. Andere voordelen op de lange termijn zijn minder roodheid van het zichtbare bindvlies en minder littekenvorming op het perimusculaire weefsel: een eventuele volgende operatie zal daardoor gemakkelijker verlopen.

## Klinische resultaten
Hoewel de beschikbare literatuur over deze techniek nog beperkt is, zijn de resultaten van een MIOS-ingreep op de oogstand toch al veelvuldig beschreven.  De resultaten zijn dezelfde als bij klassieke oogspierchirurgie. Dit bleek bijvoorbeeld uit een vergelijkende studie van 40 kinderen. De groep die de minimaal invasieve ingreep had ondergaan, had na de operatie minder last van  zwelling van het bindvlies en de oogleden. Het grootste voordeel van MIOS is dat er minder complicaties optreden, en dat de patiënt sneller herstelt. Het is aangetoond dat deze techniek werkt voor operaties aan de rechte oogspieren. en aan de schuine oogspieren Een onderzoeksgroep uit India meldde dat MIOS ook met succes werd uitgevoerd bij patiënten met de oogziekte van Graves.

## Principe
MIOS is tijdrovender dan een traditionele ingreep. Het is lastiger voor de chirurg om op te spieren te opereren via de tunnel. Bij oudere patiënten kunnen de sleutelgaten inscheuren. Als daarbij ook het kapsel van Tenon inscheurt,  kan er een zichtbaar litteken ontstaan. Als er een sterke bloeding optreedt die niet kan worden gestopt, zullen de kleine incisies vergroot moeten worden om het bloedvat te kunnen cauteriseren. Meestal kan een conversie naar een limbale opening zoals bij klassieke oogspierchirurgie worden vermeden. Er zijn maar zeer weinig gevallen bekend van complicaties die alleen voorkomen bij MIOS.